# Ágios Ioánnis (ort i Grekland, Peloponnesos)
Ágios Ioánnis (Agios Ioannis) är en ort i Grekland.   Den ligger i prefekturen Lakonien och regionen Peloponnesos, i den södra delen av landet, 150 km söder om huvudstaden Aten. Ágios Ioánnis ligger 130 meter över havet och antalet invånare är 425.
Terrängen runt Ágios Ioánnis är huvudsakligen kuperad, men åt sydost är den platt. Havet är nära Ágios Ioánnis åt sydost.  Närmaste större samhälle är Monemvasía, 7,9 km sydost om Ágios Ioánnis. 